# عبد القادر أوزديمير
عبد القادر أوزديمير (بالتركية: Abdulkadir Özdemir)‏ هو لاعب كرة قدم تركي في مركز الوسط، ولد في 25 مارس 1991 في طرابزون في تركيا. شارك مع منتخب تركيا تحت 19 سنة لكرة القدم. أما مع النوادي، فقد لعب مع 1461 طرابزون وشانلي أورفا سبور وطرابزون سبور ونادي بلدية آكهيسار سبور.

## وصلات خارجية
- عبد القادر أوزديمير على موقع الاتحاد الأوربي (الإنجليزية)
- عبد القادر أوزديمير على موقع اتحاد تركيا (لاعب) (الإنجليزية)
- عبد القادر أوزديمير على موقع قاعدة بيانات كرة القدم.إي يو (الإنجليزية)
- عبد القادر أوزديمير على موقع Soccerway.com (الإنجليزية)
- عبد القادر أوزديمير على موقع عالم كرة القدم.نت (الإنجليزية)
- عبد القادر أوزديمير على موقع AS.com (الإسبانية)